# Victorinus
Marcus Piavonius Victorinus var kejsare i galliska provinserna åren 268–270 eller 269–271, efter Marcus Aurelius Marius korta regeringstid. Victorinus mördades av en svartsjuk man vars hustru han försökte förföra.

## Biografi
Victorinus föddes i en rik familj och var soldat under Postumus, den förste av de så kallade galliska kejsarna. Han visade god förmåga när han var tribunus praetorianorum (pretorianernas tribun) 266–267, och avancerade snabbt till att 268 bli biträdande konsul till Postumus. Det är också möjligt att Postumus sedan befordrade honom till tjänsten som praetorianprefekt.
Efter att Marius avlidit, utsågs Victorinus hösten 269 till kejsare av trupperna, placerad på Augusta Treverorum. Hans främsta uppgift var att förhindra att de västra provinserna underkastade sig den centrala myndigheten i det romerska riket; ett faktum som klargjordes för honom redan de första veckorna när endast provinserna Gallien, Germanien och Britannien erkände honom. Hispania hade lämnat det galliska kejsardömet och förklarat sin lojalitet till Claudius II Gothicus. Claudius skickade sedan sin betrodde general Placidianus till sydöstra Gallien med instruktioner om att ta över så många av de vacklande städerna som han kunde. Mycket snabbt intog han Cularo (gamla Grenoble), men lyckades inte avancera.
Närvaron av Placidianus inspirerade dock staden Augustodunum Haeduorum att överge Victorinus och deklarera sin avsikt att ansluta sig till Claudius II Gothicus. Detta tvingade Victorinus att marschera söderut och belägra staden, som föll efter sju månader, varefter Victorinus soldater plundrade och raserade den. Victorinus kunde återvända till Colonia Claudia Ara Agrippinensium i triumf. 
Det är fortfarande ett mysterium varför Claudius inte lät Placidianus befria Augustodunum Haeduorum. Det har dock spekulerats i att Claudius, som var fullt engagerad i konflikter antingen i Italien med alemannerna eller i Balkan med goterna, inte ville öppna en andra front i Gallien, som inte bara skulle ha inneburit en stor militär insats, utan också ha krävt av Claudius att ansvara för att försvaret av Rhengränsen blev framgångsrikt. Det finns bevis som tyder på att Claudius hade vissa svårigheter i öst, som också krävde hans uppmärksamhet.
Victorinus mördades på Colonia Claudia Ara Agrippinensium i början av 271 av Attitianus, en av hans officerare, vars hustru Victorinus förmodligen hade förfört. Eftersom motivet var personligt och inte politiskt, kunde Victorinus mor, Victoria (eller Vitruvia), fortsätta att behålla makten efter hans död då hon ordnade för hans förgudning. Efter betalning till trupperna kunde hon också få utnämning av Tetricus I som hans efterträdare. En annan militär befälhavare tycks ha utropats som kejsar Domitianus II men blev snart avsatt.
Victorinus är nämnd bland de trettio tyrannerna i Historia Augusta. Denna har (tveksamt) också en kort beskrivning av Victorinus Junior, påstådd son till Victorinus, som utsågs till kejsare av hans familj samma dag som hans far mördades, och skulle ha dödats omedelbart efteråt av trupperna. Historia Augusta säger också att både far och son begravdes nära Colonia Claudia Ara Agrippinensium i marmorgravar.